# Tony Killeen
Tony Killeen, né le 9 juin 1952 à Corofin (Comté de Clare), est un homme politique irlandais, membre du Fianna Fáil.

## Carrière politique
Enseignant de profession, il commence sa carrière politique en 1985 en se faisant élire au Conseil du Comté de Clare. Il conserve son siège jusqu'en 1997 et assume la présidence du conseil entre 1989 et 1991. En 1992, il est élu député au Dáil Éireann pour la circonscription de Clare,. 

### Postes ministériels
Il est ministre à plusieurs reprises entre 2004 et 2011 dans les gouvernements de Bertie Ahern et de Brian Cowen, avant de prendre sa retraite politique.
- Du 29 septembre 2004 au 20 juin 2007: Ministre du Travail
- Du 20 juin 2007 au 7 mai 2008: Ministre de l'Environnement et de l'Énergie
- Du 7 mai 2008 au 23 mars 2010: Ministre des Pêches et des Forêts
- Du 23 mars 2010 au 19 janvier 2011: Ministre de la Défense